# Logo

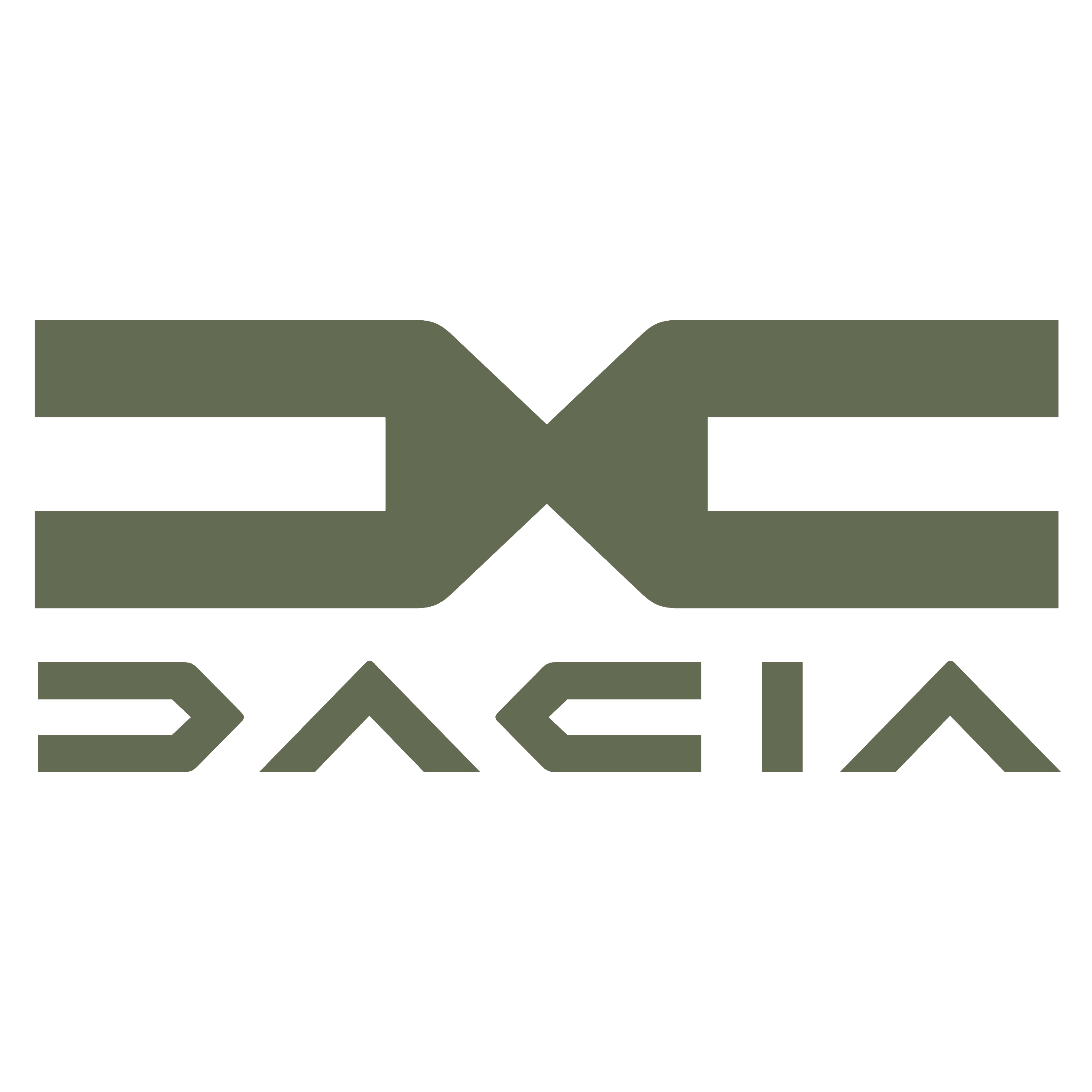
Logoul Dacia.

Un logo (probabil o prescurtare de la logogramă, din logo- „cuvânt” și -gramă „scriere”) este un element grafic folosit pentru identificarea unei firme, a unei mărci comerciale, a unui produs, a unei organizații, a unui eveniment etc.
Logoul poate fi compus din una sau mai multe litere, o imagine sau o combinație a acestor elemente. Un logo al unei întreprinderi trebuie să fie usor de recunoscut și să se identifice cu o caracteristică pentru întreaga întreprindere. În contextul legal logoul este și marca înregistrată a unei firme, a unui produs, a unei organizații, a unui eveniment etc. De obicei agenții de publicitate însărcinează designerii cu crearea unui logo respectiv.
El trebuie să evidențieze semnificația numelui sau activitatea companiei și să redea renumele acesteia. Acest lucru poate fi realizat printr-un simbol grafic și/sau al unui font anume selectat sau o combinație între ele. Pentru aceasta trebuie să fie aplicată formulă „KISS” (Keep It Short (and) Simple), ceea ce înseamnă — ce este simplu se memorează ușor.

## 10 stiluri generale de logo[4]

### Monogramă

Logoul IBM (International Business Machines) este un exemplu de monogramă. Literele sunt împărțite în opt dungi pentru a crea un efect artistic.

Monogramele (în engleză lettermark) conțin doar litere, de obicei inițialele numelui mărcii. Sunt utilizate foarte des în cazul în care numele complet este foarte lung. De obicei, literele monogramei sunt stilizate.

Logoul Coca-Cola este o marcă a numelui. Este compus din numele Coca-Cola scris cu roșu în fontul unic al mărcii.

### Marca numelui
Mărcile cu nume (în engleză wordmark / logotype) constituie din numele mărcii scris cu un font sau cu alte alegeri tipografice unice. Sunt utile dacă marca are un nume scurt și memorabil.

Logoul Apple este un simbol, fiind unul dintre cele mai recunoscute logouri din lume. Este atât de recunoscut, încât Apple își prezintă numele foarte rar. Silueta mărului este mușcată pentru a nu crea impresia că reprezintă o cireașă.

### Simbol
Simbolul este o pictogramă simplă. Se bazează pe posibilitatea asocierii foarte puternice cu marca, în multe cazuri nefiind nevoie de alt indicator al mărcii. În multe cazuri se combină cu numele. Simbolurile pot fi uneori propriu-zise (precum logoul Apple, care arată o siluetă de măr mușcat), dar și mai abstracte, precum logoul Pepsi.

### Mascotă

Mascota Linux, pinguinul Tux, servește și drept logo.

Mascotele pot fi folosite și ele drept logouri, de obicei sub forma unui personaj ilustrat. Un potențial dezavantaj poate fi că sunt mai complexe și mai detaliate decât celelalte tipuri de logouri.

Logoul YouTube conține simbolul (silueta de televizor cu triunghi) precum și textul YouTube în același logo, fiind un logo compus.

### Compus (simbol combinat)
Un simbol combinat este compus dintr-un simbol, precum și numele sau inițialele mărci, de data aceasta într-un font mai simplu. De obicei există versiuni doar cu simbolul sau doar cu textul, pentru a putea fi utilizat în mai multe cazuri.

### Emblemă
Emblemele sunt asemănătoare cu simbolurile. Spre deosebire de acestea, ele pot fi mai complexe (de la aspectul unui simbol simplu la un aspect de stemă) și conțin numele mărcii în interior.